# Naunhof
Naunhof è una città di 8 839 abitanti della Sassonia, in Germania.
Appartiene al circondario di Lipsia ed è parte della comunità amministrativa di Naunhof.